# Bristol Taurus
Le Bristol Taurus est un moteur en étoile pour avions produit par Bristol Aeroplane Company, à partir de 1936. C'est un moteur à quatorze cylindres, en double étoile, de la classe 1000 chevaux, avec une cylindrée de 25,4 litres. 

## Développement

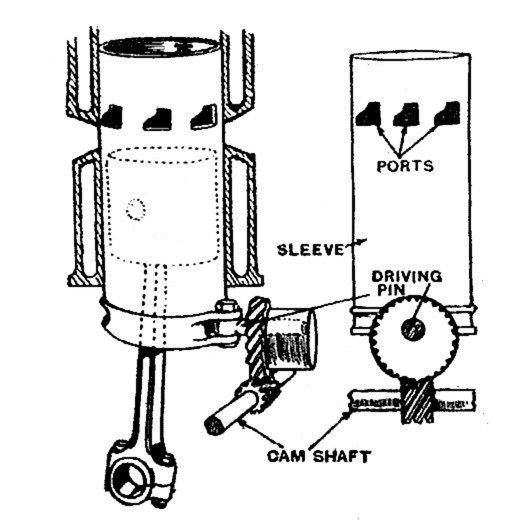
Schéma d'une distribution par chemise louvoyante.

Le Taurus appartient à la famille des moteurs en étoile produits par Bristol, qui se caractérisent par l'emploi d'une technologie particulière de distribution. Au lieu de soupapes classiques, ces moteurs utilisent une distribution par chemise louvoyante. Dans ce système, il y a à l'intérieur du cylindre un tube qui se déplace (à la fois  en translation et en rotation) qui présente des ouvertures qui viennent s'aligner, au moment opportun, avec celles du bloc moteur pour permettre l'admission et l'échappement. 
Ce mécanisme présente plusieurs avantages :
- Son efficacité volumique est meilleure, car les ouvertures sont plus grandes qu'avec des soupapes classiques, le renouvellement de l'air est donc très efficace, ce qui est précieux dans les hauts régimes.
- Les soupapes ne venant pas encombrer la tête du cylindre, on a plus de liberté pour placer les bougies d'allumage.
- Le fait de ne pas avoir les soupapes et les culbuteurs dans le prolongement du cylindre permet de réduire quelque peu l'encombrement du moteur, ce qui, pour un moteur d'avion, est aérodynamiquement favorable (la section frontale étant le principal inconvénient des moteurs en étoile par rapport à leurs frères en V ou à plat).

En contrepartie, les moteurs à chemises louvoyantes nécessitent un mécanisme très complexe pour mettre les chemises en mouvement. 
Bristol a d'abord développé deux moteurs radiaux à neuf cylindres en utilisant cette technologie :  le Perseus de (24,9 litres) et l'Aquila de cylindrée (15,6 litres) réduite. Sont ensuite venues des versions à 14 cylindres : le Taurus possède des cylindres similaires à ceux de l'Aquila, tandis que le Hercules (38,7 litres) a des cylindres similaires à ceux du Perseus. Le Centaurus, un 18 cylindres de plus de 50 litres, vient couronner cette famille.

## Utilisations

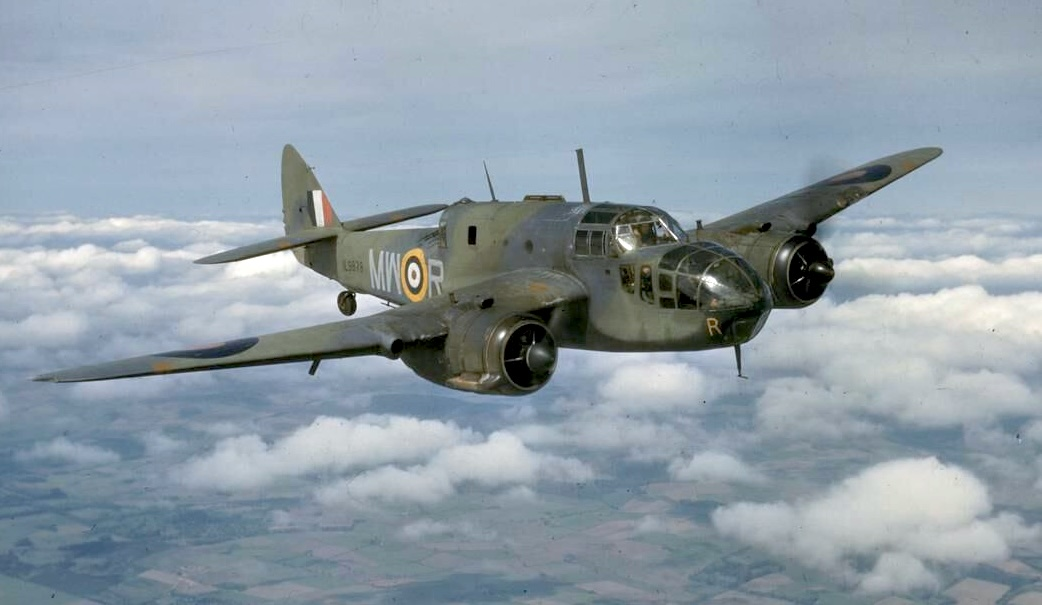
Le Bristol Beaufort, principal utilisateur du moteur.

- Bristol Type 148, prototype d'un avion de liaison, non construit en série.
- Bristol Beaufort, bombardier-torpilleur bimoteur
- Fairey Albacore, bombartier-torpilleur monomoteur
- Gloster F.9/37 prototype d'un chasseur lourd.

Le Taurus est un moteur complexe mécaniquement, et présente des problèmes de fiabilité. Le temps manquait avec le déclenchement de la guerre, pour résoudre totalement ces problèmes. La production du moteur a aussi eu du mal à suivre la demande. Pour ces raisons, certaines versions du Beaufort le remplacent par le Pratt & Whitney R-1830 Twin Wasp, un moteur américain à la fiabilité éprouvée.